# Seo Yu-na
Seo Yu-na (hangul: 서유나), även känd som Yuna, född 30 december 1992 i Busan, är en sydkoreansk sångerska och skådespelare.
Hon har varit medlem i den sydkoreanska tjejgruppen AOA sedan gruppen debuterade 2012.

## Diskografi

### Soundtrack
| År   | Titel                               | Topplacering          | Serie                 |
| År   | Titel                               | Sydkorea (Gaon Chart) | Serie                 |
| ---- | ----------------------------------- | --------------------- | --------------------- |
| 2013 | "I'm OK"                            | —                     | Marry Him If You Dare |
| 2016 | "Hot and Sweet" (med Choi Min-hwan) | —                     | Hot and Sweet         |
| 2016 | "Everything"                        | —                     | Hot and Sweet         |

## Filmografi

### TV-drama
| År   | Titel            | Kanal             | Roll       |
| ---- | ---------------- | ----------------- | ---------- |
| 2015 | Prince's Prince  | KBS (webbdrama)   | Park Yuna  |
| 2016 | Click Your Heart | Naver (webbdrama) | cameoroll  |
| 2016 | Hot and Sweet    | Naver (webbdrama) | Joon Young |
| 2016 | My Old Friend    | Naver (webbdrama) | Eunjae     |